# The Amazing Adventures of Spider-Man
The Amazing Adventures of Spider-Man est une attraction des parcs à thèmes Universal's Islands of Adventure situé à Orlando en Floride et Universal Studios Japan à Osaka. Son thème est rattaché au super-héros Spider-Man.

## Histoire de l'attraction
L'attraction a été construite dans un premier temps pour le parc Universal's Islands of Adventure, en 1999. L'attraction est une combinaison entre les parcours scéniques traditionnels et des systèmes performants de projections d'Images de synthèse en 3 dimensions accompagnés d'effets spéciaux synchronisés.
En 2004, Universal Studios Japan, célébra l'ouverture de sa propre version de l'attraction avec la même histoire et les mêmes technologies mais avec cependant quelques différences[Lesquelles ?].
En 2012, l'attraction a fermé pendant quelques semaines, et a rouvert le 8 mars, après une mise à jour en haute définition des écrans par Infitec. Les animations ont été redessinées au format 4K. Certains écrans ont été agrandis et le système audio du simulateur est passé de 8 à 16 enceintes. Stan Lee, le cocréateur de Spider-Man, a été intégré à certaines séquences.

## Storyline

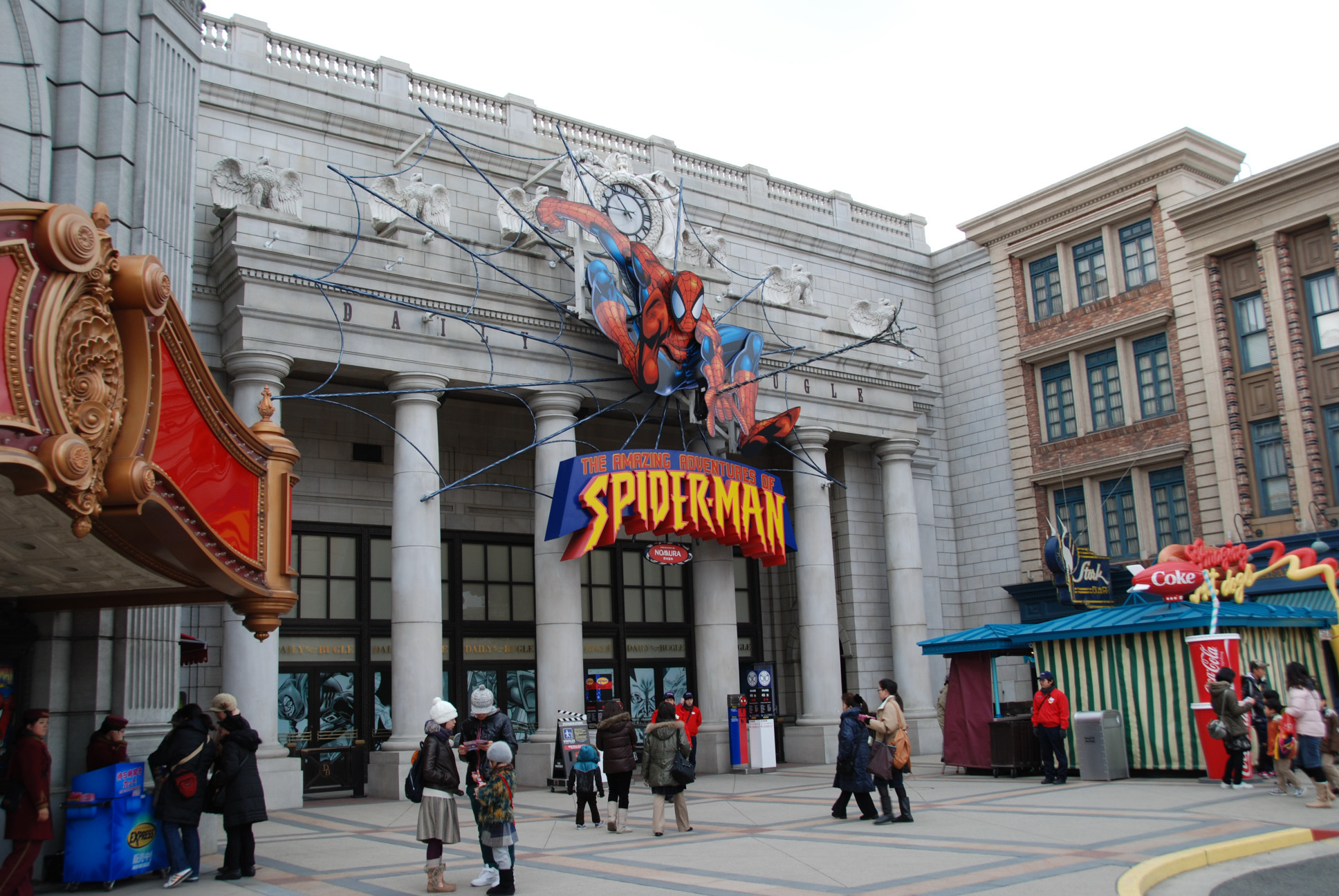
2 Chome Sakurajima, Konohana-ku, Ōsaka-shi, Ōsaka-fu 554-0031, Japon.

### La file d'attente
Situées dans la section Marvel Super Hero Island, l'entrée et la file d'attente permettent de découvrir les salles de rédaction du Daily Bugle, journal dans lequel le super-héros effectue des piges photographiques sous son vrai patronyme Peter Parker. Les visiteurs deviennent des reporters spéciaux pour le journal. On leur présente alors le tout nouveau véhicule de la compagnie (le "Scoop") qui leur permettra de suivre leur investigation. Après avoir traversé les bureaux vides, on leur apprend par le biais d'une vidéo que le Sinister Syndicate, un gang de cinq super méchants composé de Docteur Octopus, de Scream, d'Electro, d'Hydro-Man, et de Super-Bouffon a décidé de voler la statue de la Liberté avec un canon antigravité dans le but de la détruire.

### Le tour
Équipés de lunettes pour vision nocturne (qui sont dans la réalité des lunette 3D), les reporters en herbe partent à bord du Scoop à travers la ville de New York, où ils rencontrent Spider-Man.
Après avoir manqué de peu un accident avec un camion poubelle, les passagers se retrouvent dans un entrepôt où ils découvrent le Sinister Syndicate, tenant en otage la statue de la liberté. Les super vilains s'en prennent alors au véhicule et Spider-Man défend les membres du véhicule qui arrivent finalement à s'enfuir.
Le reste du tour est un enchainement de course poursuite et d'affrontement.
À la fin du tour, Spider-Man remercie ces acolytes du moment pour leur aide et les renvoie au Daily Bugle où ils retrouvent J. Jonah Jameson dans une drôle de posture, au plafond de son bureau. C'est un des derniers effets du canon antigravité.

## La technologie

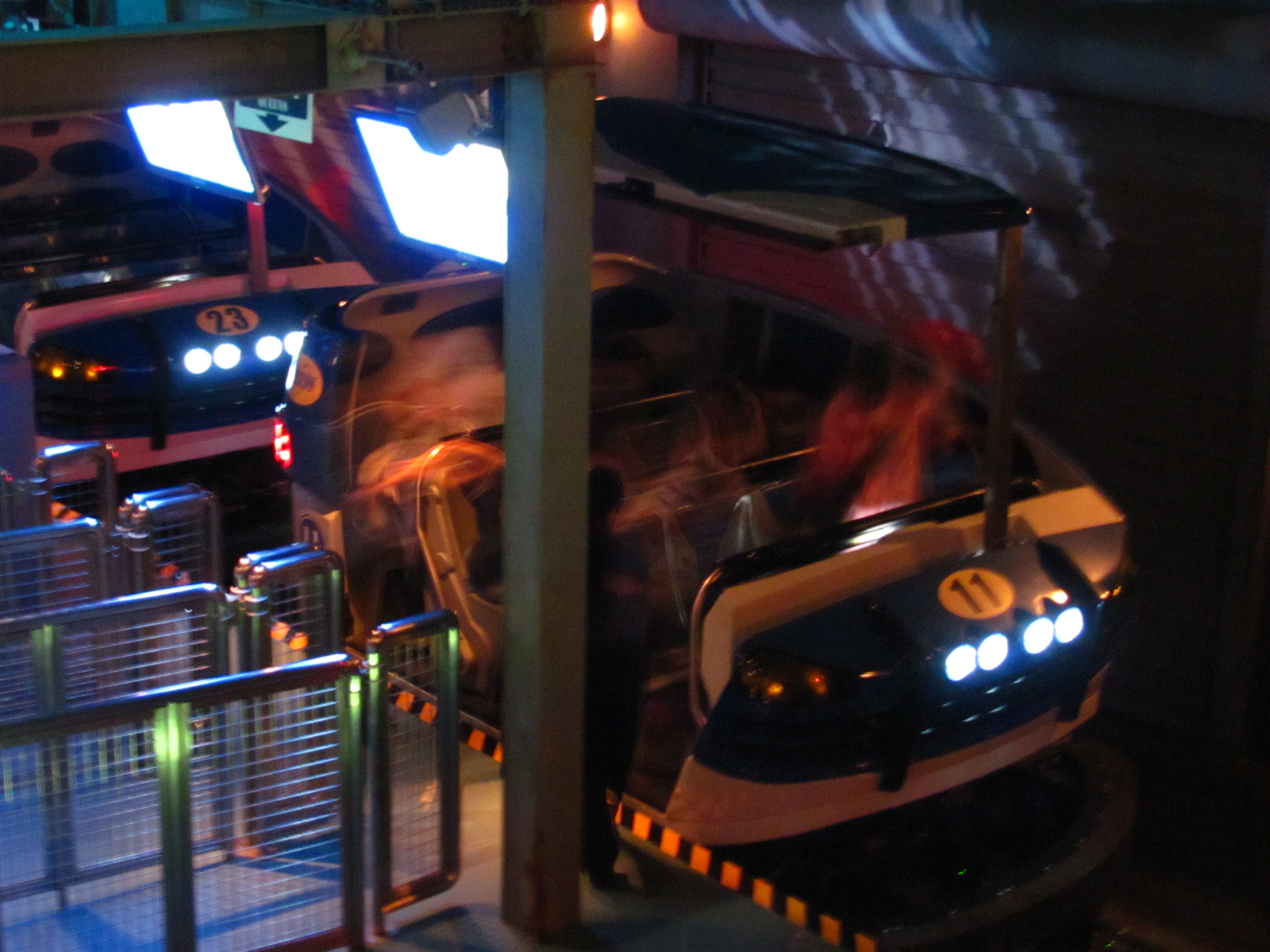
Les véhicules en station d'embarquement.

Cette attraction a ouvert avec le parc Universal's Islands of Adventure.

Elle associe les principes du parcours scénique et d'un simulateur de vol avec images en relief, permettant une immersion hyperréaliste dans le décor et dans les scènes d'action.

La voiture suit un parcours comprenant treize scènes d'actions avec simultanément projections en 3D et mobilisation du véhicule créant l'illusion du mouvement dans l'espace.

Le réalisme de l'attraction peut se juger à travers deux épisodes.

Spider-Man saute sur le véhicule: le spectateur peut voir presque à le toucher notre super-héros en trois dimensions tandis que la voiture présente une secousse simulant le bond du héros sur le capot avant.
Le méchant Dr Octopus envoie une décharge anti-gravitationnelle sur le scoop: ce qui donne l'impression réelle au spectateur de s'envoler avec le véhicule, puis de tomber de 20 étages.
- Ouverture : 20 mars 1999 (avec le parc)
- Conception : Universal Studios
- Durée : 7 min.
- Type d'attraction : parcours scénique et simulateur de vol avec images en 3D.
- Taille minimale requise pour l'accès : 1,02 m.

## Récompenses
L'attraction de Floride a reçu le Golden Ticket Awards de « Meilleur parcours scénique » de 2001 à 2010, le Theme Park Insider Awards de « Meilleure attraction » de 2002 à 2005 et le Thea awards en 2000.